# José Luis Rodríguez (futbolista)
José Luis Rodríguez, més conegut com el Puma Rodríguez, (Buenos Aires, 21 de juliol de 1963) és un exfutbolista argentí, que ocupava la posició de davanter.
Inicia la seua carrera professional al Deportivo Español, on esdevé un dels majors golejadors argentins de la segona meitat de la dècada dels 80. A la 87/88, és el màxim golejador del campionat domèstic.
Aquestes xifres possibiliten el seu salt a Europa, per militar al Reial Betis andalús. No té reeixida i retorna al Deportivo Español.
Prossegueix la seua carrera per diversos conjunts argentins, com Rosario Central, Racing Club i Olimpo. El 1996 milita al Deportivo Cuenca equatorià.